# Station Woltwiesche
Station Woltwiesche (Haltepunkt Woltwiesche) is een spoorwegstation in de Duitse plaats Woltwiesche, in de deelstaat Nedersaksen. Het station ligt de spoorlijn Hildesheim - Groß Gleidingen.

## Indeling
Het station beschikt over twee zijperrons, die niet zijn overkapt maar voorzien van abri's. De perrons zijn verbonden via een overweg in de straat Große Straße. Rondom het station zijn er een aantal parkeerplekken, fietsenstallingen en een bushalte.

## Verbindingen
De volgende treinserie doet het station Woltwiesche aan:
| Serie | Treinsoort              | Route                                                           | Bijzonderheden |
| ----- | ----------------------- | --------------------------------------------------------------- | -------------- |
| RE 50 | Regional-Express (enno) | Hildesheim Hbf – Woltwiesche – Braunschweig Hbf – Wolfsburg Hbf |                |